# Ейдра
Ейдра (Аедра) — це божествені істоти із всесвіту The Elder Scrolls. Прямі протилежності дейдра. Слово використовується для позначення і однини і множини. «Ейдра» — альдмерське слово, що означає приблизно «наші предки».
За сучасними космологічними уявленнями, у восьми із Ейдра, яких називають Вісім Божеств, є свої планети в Аурбісі, які названі їхніми іменами. Ці планети є Планами буття цих богів.

## Історія
Як і дейдра, ейдра — ет'ада, могутні істоти, які були одними з перших жителів Мундуса. Згідно книзі «Ануад з коментарями», і ті, і інші були створені під час битви двох первинних сутностей: Ану і Падомая. Із крові Падомая вийшли дейдра, а кров Ану перетворилася в зірки (Магне-Ге). Змішана кров Ану і Падомая перетворилася на ейдра.
За розповсюдженими релігіозними уявленнями, ейдра доклали значних зусиль для створення Нірну. Вівек називає Вісім розповсюджених божеств вісьмома Шпицями в Колесі світобудови (Мундус).

## Відомі ейдра
До восьми головних ейдра належать: Акатош, Аркей, Дибелла, Зенітар, Кінарет, Мара, Стендар, Джуліанус. Саме ці вісім мають свої планети в Аурбісі та їм присвячено Імперський культ. Існують також інші ейдра що вшановуються у різнищ віруваннях: Магнус, І'ффре, Лорхан і Талнос.

### Вісім божеств
- Акатош (Ауріель, Великий Дракон Часу) - є головним богом Імперського Культу. Колись давно, на світанку першої імперії людей, він подарував Алессії Амулет Королів - могутній артефакт, який дозволяє тримати бар'єр між Облівіоном і Нірном. Цей амулет містить в собі кров Великого Дракона, і носити його можуть ті, хто є представниками цієї крові - рід Септімів. Сам бар'єр підтримується вогнем в Храмі Єдиного в Імперському місті. Єдиним, за уявленнями Алессіанського ордену, зветься об'єднання багатьох аспектів Акатоша (Алдуін, Тош-Рака, Алкош та інші). На Вварденфеллі, в місті Ебенгарді, є статує Акатоша у вигляді дракона. В Сіроділі статуї цього аедра зазвичай зображують у вигляді антропоморфної фігури з двома головами - людською і драконячою. Акатош дозволив Мартіну Септіму прийняти вигляд дракона для перемоги над Мехруном Дагоном під час його вторгнення в кінці Третьої Ери. Скам'янілий дракон залишився на руїнах Храму Єдиного.

- Аркей - бог Циклу Життя і Смерті — божество, пов'язане з похоронами і поховальними ритуалами і відповідальне за зміну пір року. Керує Етеріусом. Його послідовники - стійкі вороги некромантії і всіх форм нежиті. Аркей згадується і в корінних пантеонах окремих провінцій Тамріеля. В цих культурах Аркей особливо популярний там, де його батько - Акатош - менше пов'язаний із часом, або його часовий аспект важкий для сприйняття. Його іноді називають Богом Смертних.

- Дибелла - богиня Краси. Є одною із богинь Імперського Культу. Популярний бог серед Дев'яти. В Тамріелі у неї майже дюжина різних культів, деякі присвячені жінкам, деякі - художникам і естетиці, інші - еротичним настановам. Дібелла говорить: Відкрийте своє серце благородним секретам мистецтва і любові. Цінуйте подарунки дружби. Прагніть радості і натхнення в любовних ритуалах. Символ Дибелли - лілія.

- Зенітар - бог ремесел і торговлі. Є одним із богів Імеперського Культу. Член Восьми Божеств, який зрозуміло пов'язується із З'іном. В Імперії, він набагато культегніший бог торговців і середнього дворянства. Його адепти говорять, що, недивлячись на його таємниче походження, Зенітар - бог, який завжди виграє.

- Кінарет - богиня Повітря — божество небес, вітрів і невидимих духів повітря. Будучи покровителем моряків і мандрівників, Кінарет керує сприятливими зірками при народженні та фортуною в повсякденному житті. В деяких легендах, вона перша погодилася з планом Лорхана створити вимір смертних, і забезпечила місце в пустоті для його створення. Вона також пов'язується із дощем - феноменом, якого, як говорять, не існувало, поки Лорхан не втратив іскру божественної сутності.

- Мара - богиня Любові, Мати-Богиня, покровителька родючої землі і джерело розуміння до смертних. В Скайрімі вона вшановується як служниця Кін. В Імперії, вона Богиня-Мати. Іноді пов'язується з Нір із «Ануаду», жіночим початком космосу, що дав початок акту творіння. В залежності від релігії, вона або жінка Акатоша або Лорхана, або наложниця їх обох. Є однією із богинь Імперського Культу.

- Стендар - бог Справедливості і Милосердя — покровитель праведності і поблажливості. Він надихає суддів і правителів, захищає Імперські Легіони і заспокоює законослухняних громадян. Стендарр був жителем півночі і став божеством співчуття, або, іноді, правління за правом. Він, як говорять, супроводжував Тайбера Септіма в його останні роки. В ранніх легендах альтмерів Стендарр - захисник людей. Він є одним із богів Імперського Культу.

- Джуліанус - бог Логіки і Мудрості — божество літератури, закону, історії, зачарування, магії і алхімії. Чернецький орден, заснований Тайбером Септімом, що служив Джуліаносу є хранителем Стародавніх сувоїв. Його жерці, Культа Священного Шовкопряда, зберігають у Вежі Білого Золота Стародавні сувої - могутні артефакти, в яких записані всі минулі і майбутні події в Нірні.

### Інші ейдра
- І'ффре — найважливіше божество Пантеону босмерів. В той час як Аурі-Ель, Дракон Часу, є королем богів, босмери вшановують І'ффре, як бога "справжнього". Як говорять, після створення плану смертних все було в хаосі. Перші смертні перетворювалися на тварин, рослин і назад. Тоді І'ффре перетворив себе у першого із ельнофей, "Кістки Землі". Коли перші закони були встановлені, смертні отримали видимість безпеки у новому світі. І'ффре іноді іменується «Розповідачем» за уроки, які він дав босмерам.

- Лорхан — Лорхан носить ознаки і дейдра, і ейдра, тому формально його не можна вважати ні тим, ні іншим (або і тим, і іншим). Мертвий Бог, іноді його ще називають Втраченим Богом. Лорхан був покараний іншими ейдра за те, що він примусив їх пожертвувати своїм безсмертям і створити Нірн. Згідно легенди, він зібрав людські армії на війну з альдмерами (яких очолював Аурі-Ель). Але Трінімак, найкращий лицар Аурі-Еля, переміг Лорхана і на очах його армії вирвав його Серце. Той був знищений. Люди пообіцяли мстити нащадкам Аурі-Еля у всі часи. Але коли Трінімак і Аурі-Ель спробували знищити Серце, воно розсміялося над ними. Воно сказало: «Це Серце - Серце Світу, бо було створене для того, щоб задовольнити інших». Таді Аурі-Ель прикріпив Серце до стріли і запустив її далеко в море, де його не зможе знайти жоден аспект нового світу. І там, де Серце доторкнулося до морського дна, з'явився величезний вулкан, який через століття назвуть "Червона Гора", а навколо нього утворився вулканічний острів, що зараз називається "Вварденфелл".

- Магнус — Магнус є аедра магії. Його уособлення - сонце, величезна дірка в Етеріус, яка посилає в Нірн магію і сонячне світло. Вважається, що з ним пов'язані артефакти, названі його іменем - Посох Магнуса і Око Магнуса.